# Ді (округ)
Округ Ді (фр. Arrondissement de Die) — округ у Франції, в департаменті Дром. 2023 року округ об'єднував 112 муніципалітети, населення становило 68 040 осіб.
Адміністративний центр (супрефектура) — Ді.

## Муніципалітети
Список муніципалітетів округу та їхні коди INSEE:
1. Аллекс (26006)
2. Амбоній (26007)
3. Арнеон (26012)
4. Ауст-сюр-Сі (26011)
5. Барнав (26025)
6. Барсак (26027)
7. Бельгард-ан-Дюа (26047)
8. Бомон-ан-Дюа (26036)
9. Бор'єр (26040)
10. Бофор-сюр-Жерванн (26035)
11. Бретт (26062)
12. Бувант (26059)
13. Бульк (26055)
14. Валь-Маравель (26136)
15. Вальдром (26361)
16. Васьє-ан-Веркор (26364)
17. Вашер-ан-Кен (26359)
18. Веронн (26371)
19. Вершені (26368)
20. Вольван (26378)
21. Вонавей-ла-Рошетт (26365)
22. Гландаж (26142)
23. Гран (26144)
24. Гюм'ян (26147)
25. Ді (26113)
26. Діваже (26115)
27. Ейглюї-Екулен (26128)
28. Епенель (26122)
29. Ерр (26125)
30. Етабле (26123)
31. Ешеві (26117)
32. Жигор-е-Лозрон (26141)
33. Жоншер (26152)
34. Кліукла (26097)
35. Кобонн (26098)
36. Кре (26108)
37. Ла-Баті-де-Фон (26030)
38. Ла-Мотт-Фанжа (26217)
39. Ла-Мотт-Шаланкон (26215)
40. Ла-Репара-Орипль (26020)
41. Ла-Рош-сюр-Гран (26277)
42. Ла-Шапель-ан-Веркор (26074)
43. Ла-Шодьєр (26090)
44. Лаваль-д'Екс (26159)
45. Ле-Пое-Селар (26241)
46. Ле-Пре (26255)
47. Ле-Шаффаль (26066)
48. Леонсель (26163)
49. Леш-ан-Дюа (26164)
50. Ліврон-сюр-Дром (26165)
51. Лорйоль-сюр-Дром (26166)
52. Лю-ла-Круа-От (26168)
53. Люк-ан-Дюа (26167)
54. Манглон (26178)
55. Мариньяк-ан-Дюа (26175)
56. Мірабель-е-Блакон (26183)
57. Мірманд (26185)
58. Міскон (26186)
59. Монклар-сюр-Жерванн (26195)
60. Монлор-ан-Дюа (26204)
61. Монмор-ан-Дюа (26205)
62. Монтуазон (26208)
63. Морнан (26214)
64. Обенассон (26015)
65. Омблез (26221)
66. Орель (26019)
67. Орйоль-ан-Руаян (26223)
68. Ослон (26017)
69. Отішам (26021)
70. Пенн-ле-Сек (26228)
71. П'єгро-ла-Кластр (26234)
72. План-де-Бе (26240)
73. Поне-е-Сент-Обан (26246)
74. Понте (26248)
75. Прадель (26254)
76. Пуайоль (26253)
77. Пюї-Сен-Мартен (26258)
78. Рекубо-Жансак (26262)
79. Римон-е-Савель (26266)
80. Ромеє (26282)
81. Ротьє (26283)
82. Рошфурша (26274)
83. Рошшинар (26270)
84. Сау (26336)
85. Саян (26289)
86. Сен-Бенуа-ан-Дюа (26296)
87. Сен-Дізьєр-ан-Дюа (26300)
88. Сен-Жан-ан-Руаян (26307)
89. Сен-Жульєн-ан-Кен (26308)
90. Сен-Жульєн-ан-Веркор (26309)
91. Сен-Лоран-ан-Руаян (26311)
92. Сен-Мартен-ан-Веркор (26315)
93. Сен-Мартен-ле-Колонель (26316)
94. Сен-Назер-ан-Руаян (26320)
95. Сен-Назер-ле-Дезер (26321)
96. Сен-Роман (26327)
97. Сен-Совер-ан-Дюа (26328)
98. Сен-Тома-ан-Руаян (26331)
99. Сент-Андеоль (26291)
100. Сент-Аньян-ан-Веркор (26290)
101. Сент-Елалі-ан-Руаян (26302)
102. Сент-Круа (26299)
103. Солор-ан-Діуа (26001)
104. Суаян (26344)
105. Сюз (26346)
106. Фелін-сюр-Римандуль (26134)
107. Франсійон-сюр-Рубйон (26137)
108. Шабріян (26065)
109. Шаланкон (26067)
110. Шамалок (26069)
111. Шаран (26076)
112. Шастель-Арно (26080)
113. Шатійон-ан-Діуа (26086)